# Weidenmusendrossel
Die Weidenmusendrossel (Catharus fuscescens) oder Wilson-Drossel ist eine Vogelart aus der Familie der Drosseln (Turdidae).

## Merkmale
Die  16–18 cm lange Weidenmusendrossel ist auf der Oberseite hellbraun und auf der Unterseite weiß gefärbt. Auf der hellbraunen Brust befinden sich dunkle Flecken. Die Beine sind rosafarben und der Augenring nur schwach ausgeprägt.

## Vorkommen
Der Vogel brütet in feuchten Laubwäldern im südlichen Kanada und in den nördlichen USA und überwintert im östlichen Südamerika. In Westeuropa taucht er selten als Irrgast auf. In Teilen seines ursprünglichen Verbreitungsgebietes wurde er von der Walddrossel verdrängt.

## Verhalten
Die Weidenmusendrossel sucht am Boden unter dem Laub Insekten und fängt diese auch manchmal im Flug. Daneben gehören auch Beeren zur Nahrung.
Forschungen des Ornithologen Christopher Heckscher in Delaware deuten darauf hin, dass die Dauer der Brutzeit der Weidenmusendrossel mit der Intensität der kommenden Hurrikansaison negativ korreliert.

## Fortpflanzung
Der Vogel baut ein Schalennest am Boden oder in Bodennähe in einem Busch. Als Opfer von Brutparasitismus werden ihm vom Braunkopf-Kuhstärling Eier untergeschoben.